# Przemysław Kasperkiewicz
Przemysław Kasperkiewicz (Kalisz, 1 maart 1994) is een Pools wielrenner die anno 2019 rijdt voor Delko Marseille Provence.

## Carrière
Als junior werd Kasperkiewicz in 2012 onder meer zevende in het eindklassement van de GP Rüebliland en negentiende in zowel de tijdrit als de wegwedstrijd op het wereldkampioenschap. Een jaar later werd hij als eerstejaars belofte zesde in het eindklassement van de Carpathian Couriers Race en tweede op het nationale kampioenschap tijdrijden, waar enkel Łukasz Wiśniowski sneller was. In 2014 won hij de eerste etappe van de Vredeskoers voor beloften. De leiderstrui die hij daaraan overhield verloor hij een dag later aan Samuel Spokes. Op het nationale kampioenschap tijdrijden voor beloften werd hij wederom tweede, ditmaal achter Szymon Rekita.
In 2017 behaalde Kasperkiewicz zijn eerste overwinning bij de eliterenners: in de vijfde etappe van de Ronde van Bretagne bleef hij Anders Skaarseth één seconde voor. Een maand later won hij de laatste etappe in de An Post Rás, na de hele dag in de vroege vlucht te hebben gezeten. In diezelfde etappe stelde hij zijn eindzege in het bergklassement veilig. Vanaf halverwege augustus mocht hij stage lopen bij Quick-Step Floors. Tijdens die stageperiode werd hij vijftiende in de Omloop Mandel-Leie-Schelde.
In 2018 maakte Kasperkiewicz de overstap naar Delko Marseille Provence KTM. In zijn eerste seizoen bij de Franse ploeg nam hij onder meer deel aan Parijs-Roubaix, die hij niet uitreed. In 2019 won hij een etappe in de Ronde van Rwanda en kwam hij buiten de tijdslimiet over de finish in Parijs-Roubaix.

## Overwinningen
2014
1e etappe Vredeskoers, Beloften
2016
Puntenklassement Parijs-Arras Tour
2017
5e etappe Ronde van Bretagne
8e etappe An Post Rás
Bergklassement An Post Rás
2019
6e etappe Ronde van Rwanda

## Resultaten in voornaamste wedstrijden
|      | \| Jaar \| Parijs-Roubaix \| \| ---- \| -------------- \| \| 2018 \| opgave \| \| 2019 \| buit.tijd \| |
| Jaar | Parijs-Roubaix                                                                                         |
| 2018 | opgave                                                                                                 |
| 2019 | buit.tijd                                                                                              |

## Ploegen
- 2014 –  Bauknecht-Author
- 2015 –  AWT-GreenWay
- 2016 –  Klein Constantia
- 2017 –  An Post Chain Reaction
- 2017 –  Quick-Step Floors (stagiair vanaf 18 augustus)
- 2018 –  Delko Marseille Provence KTM
- 2019 –  Delko Marseille Provence

Baška · Bechynē · Bouhanni · Brockhoff · Cuadros · García · Guérin · Kasperkiewicz · Lehky · Novák · Schachmann · Schlegel · Molly (stagiair)
Bico · Bokeloh · Cavagna · García · Kasperkiewicz · Lehky · Mas · Molly · Narváez · Schachmann · Schlegel · Schreurs · Sisr · Lecroq (stagiair)
Bokeloh · Gardner · Gough · Gunst · Hennebry · Jamieson · Kasperkiewicz · MacKinnon · McKenna · Muela · Scott · Shaw · Stewart · Teggart · Tietema · Vanderaerden
Alaphilippe · Bauer · Boonen (tot 09/04) · Brambilla · Capecchi · Cavagna · de la Cruz · De Plus · Declercq · Devenyns · Gaviria · Gilbert · Jungels · Keisse · Kittel · Lampaert · Martin · Martinelli · Mas · Richeze · Sabatini · Schachmann · Serry · Štybar · Terpstra · Trentin · Vakoč · Velits · Vermote · Hodeg (stagiair) · Kasperkiewicz (stagiair)
Areruya · Combaud · De Rossi · Di Grégorio · El Fares · Fernández · Filosi · Finetto · Guérin · Jones · Kasperkiewicz · Leveau · Madrazo · Martinez · Michajlov · Moreno · Rodríguez · Šiškevičius · Smukulis · Trarieux · Fedeli (stagiair) · Meyer (stagiair) · Rochas (stagiair)
Areruya · Combaud · De Rossi · El Fares · Fedeli · Fernández · Filosi · Finetto · Grosu · Guérin · Jones · Kasperkiewicz · Leveau · Moreno · Navardauskas · Rochas · Schmidt · Šiškevičius · Trarieux · Carr (stagiair) · Delettre (stagiair) · Guichard (stagiair)